# 硼氢化铵
硼氢化铵是一种无机化合物，化学式为NH4BH4，是一种在室温下不稳定的白色晶体，于1958年被发现。它是目前已知氢含量最高（ρm = 24.5 wt% H2）的固体化合物。

## 制备
硼氢化钠和氟化铵在−60 °C（或−78 °C）的液氨中反应，可以得到NH4BH4和NaF。
NaBH4 + NH4F → NH4BH4 + NaF
硼氢化钠和硫酸铵在四氢呋喃中的反应会有NH4BH4作为中间体产生，它会和之后生成的NH3BH3反应，进一步生成[(NH3)2BH2]BH4、B3N3H6等产物。
NH4BH4 + NH3BH3 → [(NH3)2BH2]BH4 + H2

## 性质及结构
硼氢化铵在−40 °C开始分解，25 °C经过6 h便只剩50%，分解反应的产物是[BNH6]x和氢气。在固态时，它的分解产物是(NH3BH3)2；在含有痕量氨的乙醚中，它分解为NH3BH3。它在液氨中稳定。
NH4BH4在1.5 GPa开始发生相变，由α相转变为β相，并在3.4~4.6 GPa转变为γ相。

## 拓展阅读
- Tom Autrey. Chemical approaches to on-board hydrogen storage. The road to reversibility in "Inorganic hydrides". Preprints - American Chemical Society, Division of Energy & Fuels, 2014. 59 (1): 4. CODEN: PACSCT.